# Александровське сільське поселення (Александровський район)
Алекса́ндровське сільське поселення (рос. Александровское сельское поселение) — сільське поселення у складі Александровського району Томської області Росії.
Адміністративний центр — село Александровське.
Населення сільського поселення становить 6787 осіб (2019; 7311 у 2010, 8125 у 2002).

## Склад
До складу сільського поселення входять:
| Населений пункт       | Населення, осіб (2002) | Населення, осіб (2010) |
| --------------------- | ---------------------- | ---------------------- |
| Александровське, село | 7976                   | 7211                   |
| Ларіно, присілок      | 149                    | 100                    |